# Schluchtwald

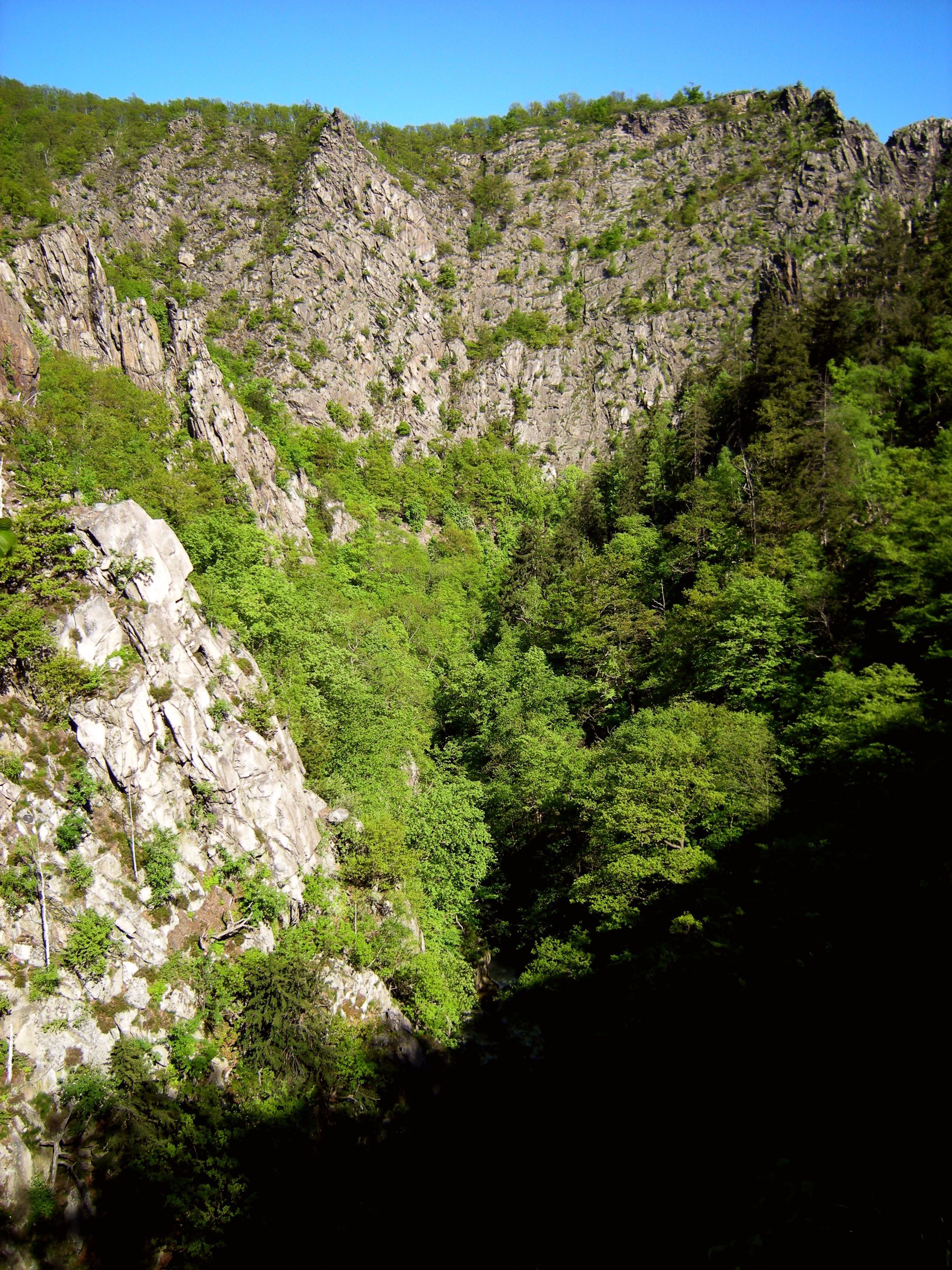
Schluchtwald in der Bodeschlucht im Harz

Schlucht- und Hangmischwälder sind ein europäischer Waldtyp. Im pflanzensoziologischen System bilden sie den Verband Tilio-Acerion. Außerdem sind sie ein Lebensraumtyp im Rahmen der Fauna-Flora-Habitat-Richtlinie der Europäischen Union.
Aus vegetationskundlich-ökologischer Sicht sind es Wälder, die an so steilen Hängen wachsen, dass die oberste Boden- und Gesteinsschicht nicht stabil ist, sondern immer wieder Erosion wirksam wird, die aus den steilen Oberhangbereichen Gesteinsbrocken und Feinboden durch Wasser, Frost und Wurzelsprengung hangabwärts befördert, so dass sich am Unterhang ein mächtigeres Kolluvium ansammelt, während der Oberboden durch sehr flachgründige Böden bis hin zu anstehendem Fels geprägt ist. Die hier wachsenden Arten müssen also diesen Abtrag am Oberhang und die teilweise Überschüttung am Unterhang ertragen.
In Zentraleuropa ist die Buche (Fagus sylvatica) auf den meisten Böden die dominante Baumart (Fagetalia), im Schluchtwald dagegen fehlt sie weitgehend, da sie die oben genannten Standortsfaktoren offenbar schlecht verträgt und als wichtigste Konkurrenten können sich Bergahorn, Bergulme und Esche auf den meist auch schattigeren Unterhängen durchsetzen (Tilio platyphylli-Acerion pseudoplatani, Unterverband Lunario Acerion pseudoplatani). Wenn der Wasserhaushalt auf Sonnseiten und im flachgründigeren Oberhang kritischer wird, übernehmen Spitzahorn und Sommerlinde oft die Dominanz (Unterverband Tilenion platyphylli).

## Baumarten
Es handelt sich um Laubwälder, die ökologisch den Buchenwäldern nahestehen, in denen aber die Baumart Buche (Fagus sylvatica) zurücktritt oder ganz fehlt. Schlucht- und Hangmischwälder sind oft baumartenreiche Mischwälder. Forstlich wurden die beteiligten Baumarten lange Zeit als „Edellaubhölzer“ bezeichnet, heute ist die profanere Bezeichnung „ALH“, andere Laubhölzer mit hoher Lebensdauer, gängiger. Typische Baumarten sind die Ahornarten Bergahorn (Acer pseudoplatanus) und Spitzahorn (Acer platanoides), die Esche (Fraxinus excelsior), die Lindenarten Sommerlinde (Tilia platyphyllos) und (seltener) Winterlinde (Tilia cordata) und die Bergulme (Ulmus glabra). Bei forstlichem Anbau gedeiht die Buche hier eigentlich gut, wenn die Bodenbewegungen zur Ruhe gekommen sind, sie wird aber auf den produktiven Standorten von den anderen Baumarten mit rascherem Jugendwachstum in der Verjüngung übergipfelt und dadurch auskonkurriert.
Zu der Waldgesellschaft gehören auch Gebüsch-Gesellschaften mit vorherrschend Hasel (Corylus avellana), die regional vor allem auf lockeren Steinschutthalden wachsen.

## Ökologie und Standort
Schlucht- und Hangmischwälder wachsen auf nährstoffreichen (insbesondere stickstoffreichen) und fast immer basenreichen, meist gut wasserversorgten, sehr oft steinigen (in der bodenkundlichen Terminologie „skelettreichen“) Böden, oft kolluvialen Böden. Ahorn- und Eschen-Mischwälder stocken dabei meist in kühlen, luftfeuchten Lagen, während Sommerlindenwälder warme Standorte bevorzugen. Manchmal wachsen die Wälder nach Störungen wie Hangrutschungen als erste Waldgeneration auf und werden dann später in der Sukzession von buchenreichen Schlusswäldern verdrängt. Auf geeigneten Standorten können sie sich aber als „Dauergesellschaft“ auch langfristig behaupten. Zugute kommt den charakteristischen Baumarten hier ihre Fähigkeit, sich nach Störungen aus Stockausschlag zu verjüngen.
Standörtlich und in der Artenzusammensetzung oft ähnlich sind neben den reicheren Buchenwaldgesellschaften die Hartholzauwälder und manche Eichen-Hainbuchen-Wälder.

## Waldtypen
Nach der Artenzusammensetzung werden die Mischwälder im pflanzensoziologischen System als Verband Tilio-Acerion, eigentlich Tilio platyphyllis-Acerion pseudolplatani Klika 55, zusammengefasst. Kennarten (Charakterarten) und Trennarten des Verbands sind vor allem die Baumarten. Außerdem sind im Unterwuchs typisch stickstoffzeigende Arten wie die Sträucher Alpen-Johannisbeere (Ribes alpinum), Stachelbeere (Ribes uva-crispa), Roter (Sambucus racemosa) und Schwarzer Holunder (Sambucus nigra) und die Krautarten Ruprechtskraut (Geranium robertianum), Ähriges Christophskraut (Actaea spicata) und Berg-Flockenblume (Cyanus montanus).

## Die Böden im Schluchtwald
Zwar ist die Feinerdeschicht der Böden im Schluchtwald dünn, enthält aber einen relativ hohen Nährstoffanteil. Der Boden weist aufgrund des meist starken Reliefs eine gewisse Instabilität auf. Die Bodentypen sind mit Rendzinen, Griserden, Braunerde-Rankern, Regosolen, Kalkbraunerden und selten auch vergleyten Bodentypen sehr vielseitig. Die Humusform ist, falls vorhanden, Mull.

## Fauna
Schluchtwälder weisen eine charakteristische Fauna auf: Unter den Schmetterlingsarten können zum Beispiel der Ulmen-Zipfelfalter, Blauschwarzer Eisvogel oder der Nachtfalter Ulmen-Harlekin auftreten. Kühlfeuchte Schluchtwälder beherbergen eine artenreiche Schnecken-, Assel- und Spinnenfauna.

## Schutz und Gefährdung
Im Rahmen der Fauna-Flora-Habitat-Richtlinie sind Schlucht- und Hangmischwälder ein prioritärer Lebensraumtyp (9180).
Schluchtwälder gehören zu den „gesetzlich geschützten Biotopen“ nach § 30 Bundesnaturschutzgesetz (früher auch als „28a-Biotope“ bezeichnet) und stehen damit automatisch unter strengem Schutz. Gefährdungen ergeben sich im Wesentlichen durch den Eintrag von Nähr- und Schadstoffen aus der Luft, Veränderungen im Wasserhaushalt, zu hohe Wildbestände, intensive Forstwirtschaft, Förderung einer einzigen Baumart, Nadelholzaufforstungen sowie den Wegebau.